# Костров, Станислав Иванович
Станисла́в Ива́нович Костро́в (10 марта 1923, Шепетовка, Волынская губерния — 12 августа 2001, Йошкар-Ола) — старший лейтенант Советской Армии, участник Великой Отечественной войны, Герой Советского Союза (1945).

## Биография
Станислав Костров родился 10 марта 1923 года в городе Шепетовка (ныне — Хмельницкая область Украины). В раннем возрасте вместе с семьёй переехал в посёлок Зиадин Самаркандской области Узбекской ССР, где окончил среднюю школу и работал библиотекарем. В 1942 году Костров был призван на службу в Рабоче-крестьянскую Красную Армию. Окончил Харьковское пехотное училище. С августа 1943 года — на фронтах Великой Отечественной войны. Принимал участие в боях на Брянском, Белорусском и 1-м Белорусском фронтах, три раза был ранен. К августу 1944 года лейтенант Станислав Костров командовал пулемётным взводом 909-го стрелкового полка 247-й стрелковой дивизии 69-й армии 1-го Белорусского фронта. Отличился во время освобождения Польши.
В ночь с 31 июля на 1 августа 1944 года взвод Кострова под вражеским огнём переправился через Вислу и захватил плацдарм на его западном берегу в районе города Пулавы и отразил восемь немецких контратак, уничтожив несколько пулемётов, а также большое количество солдат и офицеров противника. В том бою Костров получил тяжёлое ранение.
Указом Президиума Верховного Совета СССР от 24 марта 1945 года за «мужество и героизм, проявленные при форсировании Вислы и в боях на захваченном плацдарме», лейтенант Станислав Костров был удостоен высокого звания Героя Советского Союза с вручением ордена Ленина и медали «Золотая Звезда».
В 1946 году в звании старшего лейтенанта Костров был уволен в запас. В 1961 году он окончил Казанскую совпартшколу. Проживал в Йошкар-Оле, в 1967—1987 годах работал старшим преподавателем на кафедре гражданской обороны Марийского государственного педагогического института (ныне — Марийский государственный университет). Активно занимался общественной деятельностью.
Скончался 12 августа 2001 года, похоронен на Туруновском кладбище Йошкар-Олы.
Был также награждён орденом Отечественной войны 1-й степени и двумя орденами Красной Звезды, рядом медалей.

## Память
В честь Кострова названы улица и школа в посёлке Зиядин.